# Partido de Las Flores
Las Flores es uno de los 135 partidos de la provincia argentina de Buenos Aires. Se encuentra en el centro-noreste de esta provincia y su cabecera es la ciudad homónima, sobre la Ruta Nacional 3, a 186 km de Buenos Aires; y también sobre las Rutas Provinciales 30, 61 y 63. Forma parte de la Quinta Sección Electoral de la Provincia de Buenos Aires.

## Superficie y límites
Tiene 3.340,27 km² y se encuentra comprendido totalmente dentro de la cuenca del bonaerense río Salado, dentro de la gran pampa húmeda.
Limita al norte con los Partidos de Roque Pérez, General Belgrano y Saladillo, al este con Pila, al sur con Rauch y Azul y al oeste con los Partidos de Tapalqué y General Alvear.

## Historia
El Partido de Las Flores fue creado el 25 de diciembre de 1839 por decreto del gobernador de la Provincia de Buenos Aires, Juan Manuel de Rosas, a quien pertenecía gran parte de las tierras destinadas al nuevo distrito, como así también algunos sus parientes eran propietarios de las mismas. La primera sede administrativa del partido se encontraba en la Estancia San Agustín, en el paraje de Gorchs (Partido de General Belgrano), ya que el pueblo de Las Flores aún no había sido fundado. 
Con la derrota de Rosas en la Batalla de Caseros en 1852, sus campos son expropiados, y dos años más tarde, en 1854, se iniciaron las gestiones para la formación de la localidad de "El Carmen de Las Flores". El 25 de marzo de 1856, Manuel Venancio Paz resuelve fundar -sin ningún tipo de ceremonia- el pueblo de Las Flores, secundado por el agrimensor Adolfo Sourdeaux, quien realizó la delimitación del ejido urbano. Aunque en el lugar ya existían algunas casas anteriores al poblado, el progreso edilicio fue lento, pero esto no impidió que antes de 1860 ya existieran en el lugar un templo católico, una comisaría y una escuela. 
Como en tantos otros pueblos, la llegada del ferrocarril en 1872 significó un renovado impulso a la localidad. Pronto llegarían una sucursal del Banco de la Provincia de Buenos Aires, la remodelación de la plaza principal, un periódico y la luz eléctrica y numerosos inmigrantes europeos (principalmente italianos y españoles) de los cuales desciende la mayoría de los residentes locales.
Muchos mitos y leyendas bonaerenses rodean la zona de Las Flores. Durante el siglo XIX, se contaba que en el área aparecía el alma en pena de un gaucho de apellido López, que pedía diezmo a quienes llegaban al pueblo o a quienes pasaban por ahí. La tradición devino en la costumbre de dejar ofrendas para "el finado de Las Flores".

### Intendentes municipales
| Intendente               | Mandato                                           | Partido |
| José Antonio Polito      | 10 de diciembre de 1983 - 10 de diciembre de 1987 | UCR     |
| Antonio Ubaldo Lizarraga | 10 de diciembre de 1987 - 10 de diciembre de 2003 | UCR     |
| Alberto César Gelené     | 10 de diciembre de 2003 - 10 de diciembre de 2015 | PJ      |
| Ramón Canosa             | 10 de diciembre de 2015 - 10 de diciembre de 2019 | PJS     |
| Alberto César Gelené     | 10 de diciembre de 2019 - al presente             | PJ      |

## Localidades y parajes del partido

### Localidades
- Las Flores
- Pardo
- El Trigo
- Coronel Boerr
- Rosas

### Parajes
- Plaza Montero
- El Gualichu
- La Porteña
- Vilela
- El Mosquito
- Dr. Domingo Harosteguy
- Estrugamou
- Pago de Oro
- El Despunte
- El Tropezón
- Sol de Mayo
- El Toro
- Coronel Boerr

## Población
Según los resultados definitivos del censo de 2022 la población del partido alcanza los 27.239 habitantes.